# Arampampa
Arampampa è un comune (municipio in spagnolo) della Bolivia nella provincia di General Bernardino Bilbao (dipartimento di Potosí) con 2.587 abitanti (dato 2010).

## Cantoni
Il comune è suddiviso in 8 cantoni.
- Arampampa
- Charca Marcavi
- Huaycuri
- Humavisa
- Pararani
- Santiago
- Sarcuri
- Molle Villque